# Ким Сисып
Ким Сисып (кор. 김시습?, 金時習?), также встречается Ким Си Сып (1435, Каннын — март 1493, Хонсан, Чхунчхон-Намдо) — корейский поэт и писатель раннего периода Чосон (1392—1598). Псевдоним — Мэвольдан, Тонбон.

## Биография
В молодости занимал административную должность при дворе короля Танджона. Когда власть захватил Седжо, Ким Сисып, не желая служить узурпатору, обрил голову и стал странствующим буддистским монахом. В 30 лет поселился на горе Кымосан возле Кёнджу, где прославился эксцентричным поведением. Ким Сисып вернулся в Сеул после смерти Седжо, но больше не занимал государственную должность. Писал стихи в основном для своих рассказов.

## Творчество
Название сборника его новелл «Кымо Синхва» («Новые рассказы с горы Золотой Черепахи») происходит от названия места жительства поэта — Кымо и написаны по-китайски. Сохранилось пять новелл из 17 томов, изданных в 1471 году, и по содержанию они связаны с творчеством китайского новеллиста XIV века Цюй Ю. Эти произведения включают любовные описания между людьми и призраками, а также сны-путешествия в Подземный мир и в Дворец Дракона. Они проникнуты буддийской идеей непрочности земных радостей и тщетности стремлений человека к счастью. Так в корейской литературе появился жанр новеллы, в которой и воплощается буддийское представление о земном счастье как мимолетном сне. Автор стремился к объединению конфуцианства, даосизма и буддизма, но особенно известен неоконфуцианскими взглядами.